# Piamadre
La piamadre es la meninge interna que protege al sistema nervioso central (encéfalo y médula espinal). Se encuentra cerca de las estructuras nerviosas. Tapiza las circunvoluciones del cerebro y se insinúa hasta el fondo de surcos y cisuras.
Las formaciones coroides son dependencias de la piamadre y se aplican contra la membrana ependimaria de los ventrículos. La piamadre forma las telas coroideas, de donde nacen los plexos coroideos. 
De esta manera se insinúan en la hendidura cerebral de bichat (entre el cerebro y el cerebelo) y da origen:
- En la línea media a la tela coroidea superior y a los plexos coroideos medianos.
- Lateramente: a los plexos coroideos de los ventrículos laterales.